# The Last of Us Part I
The Last of Us Part I – komputerowa przygodowa gra akcji z 2022 wyprodukowana przez Naughty Dog, wydana przez Sony Interactive Entertainment. Jest remakiem wydanego na PlayStation 3 The Last of Us (2013), w którym poprawiono rozgrywkę, w tym walkę i eksplorację, oraz dodano nowe opcje przystępności. Kampania fabularna dla jednego gracza opowiada o Joelu Millerze, który podejmuje się eskortowania nastoletniej Ellie Williams przez postapokaliptyczne Stany Zjednoczone, zapewniając jej bezpieczeństwo przed ludźmi zmutowanymi wskutek zarażenia zarodnikami maczużnika. W remake’u zawarto dodatek Left Behind, przedstawiający historię Ellie i jej przyjaciółki Riley, zdecydowano się jednak nie dodawać trybu wieloosobowego.
Reżyserem Part I był Matthew Gallant, a dyrektorem kreatywnym Shaun Escayg, którzy zastąpili twórców pierwowzoru – Bruce’a Straleya i Neila Druckmanna. Gra została stworzona w taki sposób, żeby w pełni wykorzystywała możliwości techniczne PlayStation 5, co wymagało opracowania nowych animacji, scenografii i modeli postaci, które miały jednak pozostać w zgodzie z wizją autorów oryginału. Zespół odpowiedzialny za oprawę wizualną przeanalizował oryginalne przerywniki filmowe i fragmenty fabularne, żeby określić ich najważniejsze cechy, które powinny zostać zachowane w remake’u. Rozgrywka, warstwa technologiczna i opcje przystępności bazowały na tych z The Last of Us Part II (2020); a silnik kontynuacji wykorzystano jako podstawę do opracowania nowej wersji. W przerywnikach filmowych możliwe jest włączenie audiodeskrypcji, gra wspiera dźwięk 3D oraz funkcjonalności kontrolera DualSense – haptyczne wibracje i spusty stawiające różny opór.
Gra zapowiedziana została w czerwcu 2022 po serii przecieków ze źródeł zewnętrznych, a wydana 2 września tego samego roku. Part I spotkała się z pozytywnym odbiorem ze strony krytyków, chwalących usprawnioną oprawę graficzną, animacje twarzy i sztuczną inteligencję, jak również rozszerzenie dostępnych opcji przystępności, dźwięku i kontrolera. Z mieszanym przyjęciem spotkały się rozgrywka i projekt poziomów; część krytyków uznała remake za niepotrzebny, zwłaszcza w pełnej cenie, jaką normalnie płaci się za zupełnie nową grę. Po premierze nominowana była do The Game Awards i Golden Joystick Awards. 28 marca 2023 wydano port gry na komputery osobiste z systemem operacyjnym Windows. Wersja na komputery osobiste spotkała się z krytyką dotyczącą stabilności i jakości portu.

## Rozgrywka
The Last of Us Part I jest remakiem The Last of Us (2013), przygodowej gry akcji z perspektywą trzeciej osoby. Gracz przemierza postapokaliptyczne lokalizacje, czyniąc postępy w liniowej historii. Z przeciwnikami – tak wrogo nastawionymi ludźmi, jak i zainfekowanymi maczużnikiem – walczyć można za pomocą broni palnej, broni improwizowanych lub wręcz, jak również wyeliminować ich po cichu. Przez większość gry gracz kontroluje Joela, który podejmuje się eskortowania nastoletniej Ellie przez Stany Zjednoczone. W rozdziale „Zima” gracz przejmuje kontrolę nad Ellie, a w prologu na krótko nad córką Joela, Sarą. W rozszerzeniu Left Behind główną bohaterką jest Ellie, spędzająca czas ze swoją najlepszą przyjaciółką, a ostatecznie dziewczyną, Riley Abel. Tryb wieloosobowy z oryginalnej gry nie znalazł się w Part I. Fabuła i narracja remake’u nie zostały zmienione w żadnym aspekcie.
Na potrzeby Part I zrewidowano rozgrywkę, co skutkowało wprowadzeniem usprawnień do walki i eksploracji. Ulepszona sztuczna inteligencja umożliwia pokazywanie na ekranie większej liczby bohaterów niezależnych jednocześnie, zaś przeciwnicy zachowują się agresywniej i stosują bardziej taktyczne działania. Do poprawionej rozgrywki dostosowano także zarażonych – czyhacze doczekali się nowych animacji, a purchlaki możliwości szarżowania. W remake’u dodano tryb permanentnej śmierci, tryb dla speedrunnerów i nowe stroje dla Joela i Ellie. Wśród opcji przystępności znalazły się m.in. możliwość własnego przypisania przycisków na kontrolerze, audiodeskrypcja w przerywnikach filmowych i haptyczne wibracje podczas dialogów, osobno dostosować można również parametry takie jak odporność przeciwników, skuteczność skradania się czy dostępność surowców. Do trybu fotograficznego dodano kilka nowych funkcji, a wśród modyfikatorów rozgrywki, które można odblokować po przejściu gry, m.in. tryb zwolnionego tempa czy nieskończoną amunicję.
Wersja przeznaczona na PlayStation 5 wspiera dźwięk 3D i funkcje kontrolera DualSense – haptyczne wibracje oraz spusty stawiające różny opór, co ma emulować działania widoczne na ekranie, np. strzelanie ze strzelby czy wyciąganie strzały z kołczanu. Obraz wyświetlany może być w natywnej rozdzielczości 4K w prędkości trzydziestu klatek na sekundę albo może być skalowany w górę i wyświetlany z prędkością sześćdziesięciu klatek. Z włączonym trybem zmiennego odświeżania obrazu może być on wyświetlany w dowolnej liczbie klatek.

## Historia produkcji
The Last of Us Part I powstało w studiu Naughty Dog, które stworzyło również oryginał. Reżyserem został Matthew Gallant, a dyrektorem kreatywnym Shaun Escayg, którzy zastąpili oryginalnych twórców – Bruce’a Straleya i Neila Druckmanna. Gallant pracował wcześniej jako reżyser walki przy oryginalnej grze i Uncharted 4: Kresie złodzieja (2016), a przy The Last of Us Part II (2020) jako główny projektant systemów, współpracując przy tworzeniu opcji przystępności. Escayg był głównym animatorem przerywników filmowych The Last of Us, będącą pierwszą tworzoną przez niego grą, a następnie dyrektorem kreatywnym Uncharted: Zaginionego dziedzictwa (2017). Następnie opuścił studio i pracował jako dyrektor kreatywny i współscenarzysta Marvel’s Avengers (2020) w Crystal Dynamics, wracając do Naughty Dog w kwietniu 2021. Podczas podziału obowiązków Escayg wziął odpowiedzialność za przerywniki filmowe. Gallant stwierdził, że podczas prac nad Part I pojawiające się w scenariuszu wątki były mu bliższe, niż w czasach, kiedy powstawała oryginalna gra, ponieważ w międzyczasie sam został ojcem. Escayg stwierdził, że remake stanowi „list miłosny do naszych fanów, dla serii i dla nas samych jako twórców gier”, z tego też powodu czuli się zobowiązani, żeby zachować kwintesencję i jakość pierwowzoru. Udział w pracach przy Part I brało też udział kilku innych twórców pracujących wcześniej nad oryginałem.
Naughty Dog stworzyło remake, żeby możliwe było przejście Part I i Part II bezpośrednio po sobie bez zauważalnych różnic technologicznych i wizualnych.  Dodatkowym motywem była możliwość dotarcia do nowych odbiorców, w tym widzów serialu telewizyjnego na podstawie gry czy graczy, dla których PlayStation 5 jest pierwszą konsolą. Pomysł na remake częściowo zainspirowany został przez pojawiające się w Part II retrospekcje z pierwszej części, co wymagało odtworzenia pojawiających się w niej miejsc i zasobów. Według Gallanta, część zespołu zaczęła się wtedy zastanawiać, jak wyglądałoby The Last of Us, gdyby w całości opracowano je przy wykorzystaniu technologii z kontynuacji. Produkcja rozpoczęła się od przeniesienia gry na ulepszony silnik Part II, a ponieważ tworzona była na sprzęcie PlayStation 5, wymagało to stworzenia nowych scenografii, animacji i modeli postaci. Usprawnienia graficzne i wizualne wprowadzano w taki sposób, żeby były zgodne z wizją twórców oryginału. Escayg chciał, żeby każdy element sprawiał, że gracz poczuje się zanurzony w świecie gry. Zespół podczas prac poddał ocenie tysiące „mikrodecyzji”, usuwając przedmioty uznane za niemające znaczenia czy rozpraszające, ulepszając bądź przeprojektowując te, które tego wymagały. Odwiedzane przez postacie obszary zostały poddane ponownej analizie, żeby ustalić, czy ich projekt nie wynikał z technicznych ograniczeń PlayStation 3; jeżeli nie stało to w sprzeczności z estetyką pierwowzoru, niektóre obszary przeprojektowywano albo dodawano w nich więcej szczegółów.
Twórcy ustalili, że ważnym elementem remake’u będzie rozszerzenie opcji przystępności. W tym celu rozbudowano te obecne już w Part II, przygotowując trzy wstępne konfiguracje dla graczy z trudnościami słuchowymi, wzrokowymi lub motorycznymi. Kiedy zespół pracował nad drugą częścią Brandon Cole, doradzający w sprawach ułatwień dla graczy niewidomych, zauważył, że omija ich wiele informacji środowiskowych i interakcji pomiędzy bohaterami, w których nie używają oni słów. Ze względu na ograniczenia czasowe niemożliwe było wprowadzenie do gry rozwiązania tego problemu, jednak podczas prac nad Part I nagrano audiodeskrypcję do przerywników filmowych. Napisanie i nagranie audiodeskrypcji nastręczyło pewnych trudności, ponieważ musiała zwięźle przekazywać informację, zachowując jednocześnie kontekst. Możliwość dostosowania wibracji kontrolera została wprowadzona po zapoznaniu się z recenzją Uncharted: Kolekcji „Dziedzictwo złodziei” (2022), w której krytykowano małe zróżnicowanie tego aspektu. Zespół określił, które sekwencje mogą sprawiać problem osobom z niepełnosprawnościami (jako przykład wskazano scenę gry na automacie w Left Behind) i wraz z kilkoma konsultantami starali się je ułatwić.
System walki, przede wszystkim wręcz, zmienił się wobec użycia narzędzi wykorzystanych przy tworzeniu Part II. Zespół stwierdził, że sceny walki z oryginału uznawane są za ikoniczne, wobec czego nie wymagały wielkich zmian. Zrezygnowano ze wprowadzonej w drugiej części możliwości czołgania się, ponieważ „zepsułoby to rozgrywkę i walkę”, jako że oryginał nie powstał z myślą o takiej mechanice. Z podobnego powodu zdecydowano się nie dodawać uników, co wymagałoby przeprojektowania ataków przerywników oraz miejsc, w których toczy się walka, to zaś mogłoby się przełożyć na zmniejszenie ich intensywności i wrażenia klaustrofobiczności. Gallant zaznaczył, że granie Joelem „siłą rzeczy musi sprawiać wrażenie innego od grania Ellie”, będącej grywalną postacią w Part II. Ograniczenia sprzętowe PlayStation 3 wymusiły na zespole odpowiedzialnym za oryginał „kombinowanie” ze scenami akcji, wskutek czego niektóre z nich były predefiniowane. Sprzęt PlayStation 5 pozwolił na stworzenie bardziej dynamicznych starć, dzięki czemu SI kierująca przeciwnikami może dokładniej zbadać i przeanalizować sytuację i dobrać odpowiedniejszą taktykę. W The Last of Us podczas walki na postaci gracza mogło skoncentrować się maksymalnie ośmiu przeciwników, wskutek czego niektórzy ignorowali ją; w remake’u liczbę tę zwiększono do stu dwudziestu ośmiu. Naprawiono także błąd, przez który w pewnych miejscach grywalna postać atakowana była wyłącznie albo przez zarażonych, albo przez zarażone; w Part I zarażeni obu płci atakują jednocześnie. Gallant stwierdził, że nowa technologia pozwoliła na uczynienie rozgrywki bardziej nieprzewidywalną.

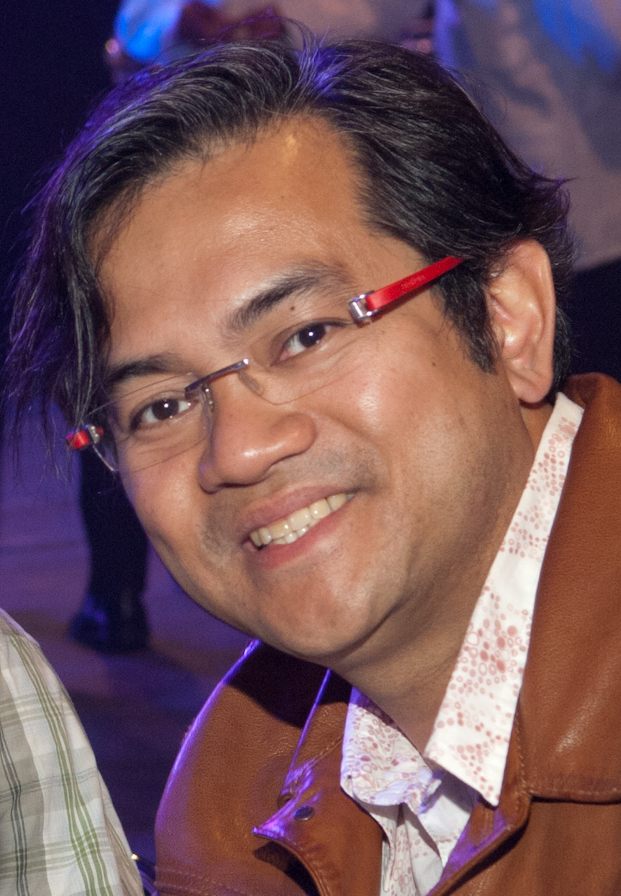
Erick Pangilinan, przy oryginalnej grze będący jednym ze współdyrektorów artystycznych, pełnił tę samą funkcję podczas prac nad Part I.

Dział artystyczny przeanalizował oryginalną grę, żeby lepiej ją zrozumieć, a następnie skoncentrował się na najbardziej kluczowych jej scenach i aspektach, żeby wywierały jeszcze większe wrażenie. Zespół nie ograniczył się do poprawienia oprawy wizualnej, wykorzystał też nowsze techniki, żeby podkreślić najważniejsze wydarzenia. Dyrektor artystyczny Erick Pangilinan dbał o to, żeby podległy mu zespół pamiętał o tym, w jaki sposób wyreżyserowano oryginał i jaki był w nim cel poszczególnych scen; niekiedy artyści zatracali oryginalny sens, co mogło skutkować niespójnościami na późniejszym etapie. The Last of Us miało podkreślać piękno świata, w odróżnieniu od wielu innych utworów postapokaliptycznych, przedstawiających mroczne dystopijne obrazy. Dyrektor artystyczny Sebastian Gromann uznał, że PlayStation 5 pozwala na jeszcze lepsze oddanie zamiarów twórców oryginału, zwłaszcza ze względu na bardziej złożone modele i shadery, jak również zwiększenie jakości i gęstości roślinności. Postacie i miejsca stworzono przy wykorzystaniu znacznie większej liczby wielokątów. Przerywniki filmowe opracowano przy wykorzystaniu oryginalnych nagrań z przechwytywania ruchu, a animacje twarzy ulepszono, żeby były bliższe sposobowi, w jaki zagrali je aktorzy. Remake uznano za dobrą sposobność do rozwinięcia niektórych lokalizacji, np. w biurach na tyłach muzeum w Bostonie dodano więcej detali i przedmiotów, a Uniwersytet Wschodniego Kolorado przeprojektowano tak, żeby sprawiał wrażenie bardziej klaustrofobicznego. Część wprowadzonych zmian, jak np. dodanie drzew do miasteczka wojskowego, została ostatecznie wycofana, ponieważ uznano, że są one nie na miejscu albo nie pasują do narracji.
Jeden z członków zespołu zaproponował dodanie trybu speedrunu, przy którego opracowywaniu twórcy konsultowali się z profesjonalnymi speedrunnerami. Tryb permanentnej śmierci według Gallant podbija wyzwanie oferowane przez i tak już bardzo intensywną walkę obecną w oryginale. W celu stworzenia dźwięku 3D, pojawiającego się również w cichszych momentach i dialogach, wykorzystano Tempest Engine PlayStation 5, będący rozwinięciem technologii obecnej w PlayStation 4. Programiści dźwięku spędzili ponad rok, żeby przepisać silnik dźwiękowy Naughty Dog, który nie był kompatybilny z funkcjonalnościami Tempest Engine’u. W procesie miksowania i masteringu udało się uzyskać dźwięk wyraźniejszy i wierniejszy. W remake’u wykorzystano większość dźwięków obecnych w oryginale, ponieważ autorzy uznali je za dobrze rozpoznawalne przez graczy; na nowo nagrano np. dźwięki ulepszania broni przy warsztatach, ponieważ ich animacje zostały zmienione i ulepszone, dodano również niektóre dźwięki zarażonych stworzone na potrzeby Part II. Wykorzystano także oryginalne, niezmienione dubbingi nagrane na potrzeby The Last of Us.

## Dystrybucja
O remake’u The Last of Us, tworzonym pod nazwą kodową „T1X”, po raz pierwszy poinformował w kwietniu 2021 Jason Schreier z agencji Bloomberga. Według ujawnionych przez niego informacji pracami nad „T1X” początkowo zajmowało się inne studio należące do Sony, Visual Arts Support Group, jednak został przeniesiony do Naughty Dog, kiedy w 2020 do projektu dołączyło kilku pracowników. 9 czerwca 2022 zwiastun i informacje o grze przedwcześnie ujawniono w PlayStation Store; oficjalna zapowiedź odbyła się później tego samego dnia podczas Summer Game Fest. 2 września 2022 Part I trafiła do sprzedaży na PlayStation 5; premiera wersji na Windowsa planowana jest na 3 marca 2023. Informacja o remake’u spotkała się z mieszanym przyjęciem – część dziennikarzy i graczy uznała kolejną już (po The Last of Us Remastered na PlayStation 4) wersję gry za niepotrzebną, kwestionowano również sprzedawanie jej za 70 USD, będącej ceną startową za najnowsze gry Sony.
Part I trafiła do sprzedaży w kilku wersjach, dających dostęp do różnej cyfrowej zawartości w grze. Wydania pudełkowe oferowały m.in. opakowanie typu steelbook oraz komiks The Last of Us: American Dreams (2013) z nową okładką. David „Kopfstoff” Blatt, znany autor fanowskich grafik z serii, został zatrudniony przez studio do zaprojektowania okładek i innych kluczowych elementów graficznych wydań pudełkowych. Dostępna początkowo wyłącznie w Stanach Zjednoczonych limitowana „Firefly Edition” wyprzedała się w ciągu godziny od jej zapowiedzenia; w dniu premiery gry trafiła ponownie do sprzedaży, jednak rozeszła się w ciągu kilku sekund, stając się również celem spekulantów. Część nabywców informowała, że ze względu na bardzo słabe zapakowanie, limitowana edycja docierała do nich uszkodzona; Sony miało zaproponować niektórym z pokrzywdzonych klientów zniżkę albo zwrot pieniędzy, nie oferując jednak wymiany zniszczonego towaru na nowy. Produkcja The Last of Us Part I zakończyła się 11 lipca, kiedy grę skierowano do tłoczni. Według głównego grafika środowiska Anthony’ego Vaccara, w przeciwieństwie do kilku poprzednich gier studia, tym razem proces przebiegał bez crunchu – pracy w nadgodzinach przez długi czas, żeby dotrzymać terminu. Wstępny zwiastun remake’u opublikowano 24 sierpnia 2022, zaś podczas gali rozdania The Game Awards 2022 zaprezentowano zwiastun wersji na Windowsa, ujawniający datę premiery tej wersji. Wersja na systemy Windows miała oryginalnie zostać wydana 3 marca 2023, ale została oddalona do 28 marca. W porcie gry na ten system pomagała firma Iron Galaxy. Dwugodzinne demo zostało udostępnione na platformie PlayStation Plus dla członków Premium 15 stycznia 2023, co zbiegło się z premierą pierwszego odcinka adaptacji telewizyjnej.

## Odbiór

### Ze strony krytyków

#### Wersja na PlayStation 5
Według agregatora recenzji Metacritic The Last of Us Part I w wersji na PlayStation 5 spotkało się z „ogólnie pozytywnym przyjęciem”. Chwalono usprawnienia graficzne, ulepszone animacje twarzy, poprawioną sztuczną inteligencję przeciwników i postaci oraz dodanie opcji przystępności, z mieszanym odbiorem spotkały się jednak rozgrywka i projekt poziomów. Wielu recenzentów uznało Part I za najlepszą wersję gry. Tom Orry z VG247 stwierdził, że był to „jeden z najlepszych remake’ów, w jakie kiedykolwiek grał”. Część recenzentów kwestionowała sens stworzenia gry, tym bardziej ze względu na jej cenę i dostępność na rynku The Last of Us: Remastered; inni uznali, że jest ona odpowiednikiem remasteru starszego filmu na nośniku Ultra HD Blu-ray, uznając, że w branży gier komputerowych jest to akceptowalna praktyka. Niektórzy krytycy wskazywali, że usunięcie trybu wieloosobowego było błędem. Według Jasona Faulknera z GameRevolution twórcy „stracili kilka naprawdę niezłych możliwości”, nie decydując się na wprowadzenie do scenariusza żadnych dodatkowych wątków, zaś Blake Hester z „Game Informera” uznał, że brak zmian w narracji uwypukla niektóre przestarzałe rozwiązania fabularne.
Luke Reilly IGN-u uznał Part I za imponujący pokaz możliwości graficznych PlayStation 5. Michael Goroff, recenzent „Electronic Gaming Monthly” (EGM), napisał, że oryginał oddawał to, jak gracze postrzegają świat postapokaliptyczny, podczas gdy remake, za sprawą poprawionego stylu artystycznego i oprawy graficznej, pokazuje, jak widzą go Joel i Ellie: „zarośnięty roślinnością i obskurny, ale zarazem piękny, niekiedy wręcz przyziemny”. Andrew Webster w recenzji dla The Verge porównał ulepszoną grafikę do współczesnych blockbusterów, a Josh Tolentino z Siliconery uznał, że dorównuje ona temu, jak zapamiętał pierwowzór. Sam Machkovech z Ars Techniki chwalił poprawioną oprawę, uznał jednak, że gra nie potrzebuje całkowitego odświeżenia, tak jak chociażby Demon’s Souls (2009; remake wydany w 2020), zaś TJ Denzer z Shacknews krytykował dezorientujące efekty wizualne w trybie nasłuchiwania. Recenzenci chwalili usprawnione oświetlenie i zminimalizowany interfejs użytkownika. Dan Silver z „The Daily Telegraph” uznał, że oświetlenie zasługuje na wyróżnienie, a Goroff stwierdził, że bardziej realistyczne światło nie stoi w sprzeczności z narracją i tonem gry.
Część recenzentów za najważniejszą zmianę wprowadzoną przez remake uznało poprawione modele postaci i animacje mimiki. Goroff i Reilly uznali, że dzięki nim aktorstwo jest jeszcze lepsze, a nowe mikroekspresje dodają głębi postaciom, a Machkovech porównał je do występu w nagradzanym filmie. Hester również zauważył, że role są bardziej realistyczne i charakteryzują się głębszymi emocjami, bez obecnej w oryginale niezręczności; Jordan Middler z Video Games Chronicle dodał, że w Part I udało się idealnie uchwycić niuanse fabuły i relacji pomiędzy postaciami, co nie było możliwe w oryginale ze względu na ograniczenia sprzętowe ówczesnych konsol. Alex Avard z GamesRadar+ zwrócił uwagę, że w remake’u postacie niezależne pojawiające się na ekranie tylko na chwilę wyglądają lepiej niż Joel i Ellie w The Last of Us, zaś Denzer stwierdził, że postacie „nie wyglądają już jak lalki i znacznie lepiej wyrażają emocje”.
Krytycy chwalili usprawnioną sztuczną inteligencję towarzyszy i przeciwników. Machkovech porównał sceny walki do tych ze zwiastuna oryginalnej gry, w którym były one oskryptowane, a Jake Dekker z GameSpotu uznał, że dzięki poprawkom starcia są trudniejsze i bardziej intensywne. W podobnym tonie wypowiedział się Kevin Dunsmore z portalu Hardcore Gamer, dodając jednak, że nadal zauważalne są pewne „mankamenty oryginału”, a towarzyszom zdarza się obrać niewłaściwą ścieżkę do celu. Reilly wyraził niezadowolenie z tego, że nie zdecydowano się na nadanie przeciwnikom imion jak w Part II, poza tym chwalił jednak ich usprawnioną SI. Tolentino uznał, że zmiany są jedynie powierzchowne ze względu na zachowanie układu map i projektu starć z pierwowzoru, a Goroff, że zachowania przeciwników nadal są przesadnie proste, przez co np. natychmiast podbiegają do zabitych sojuszników.
Zdaniem Dekkera rozgrywka została poprawiona i dopasowana do historii dzięki bardziej dokładnemu celowaniu, cięższym broniom i łatwiejszemu poruszaniu się. Silver uznał, że zaktualizowany układ sterowania czyni walkę płynniejszą, a Orry, że jest ona znacznie bardziej intensywna, nawet jeżeli nadal cechuje ją „pewna nieporadność”. Gene Park z „The Washington Post” chwalił realistyczne zachowanie broni, zaś sposób, w jaki porusza się Joel, uznał za „odpowiednio ciężki”; Reilly również zauważył, że Joel i Ellie sprawiają wrażenie cięższych, przez co poruszających się bardziej realistycznie, nie był jednak zadowolony z powodu niedodania uników wprowadzonych w Part II. Wielu innych recenzentów również uznało, że walka i projekt postaci nie dorównują temu z drugiej części, przyznając jednak, że względem oryginału stanowiła ona ogromny przeskok jakościowy. Avard uznał, że zmiany w walce były minimalne, a Machkovech, że rozgrywka w najgorszych momentach „nadal sprawia wrażenie gry z PlayStation 3”. Williamowi Hughesowi The A.V. Club walka spodobała się, stwierdził jednak, że okazjonalnie „w momencie przestaje być ekscytująca, a zaczyna frustrować”.
Recenzenci wypowiedzieli się pozytywnie o nowych opcjach i funkcjach. Dekker napisał, że Part I „ustanawia nowy standard przystępności w grach komputerowych”. Tolentino uznał ją za jedną z najbardziej przystępnych gier, a Machkovech uznał opcje przystępności za treściwsze niż w innych grach. Hughes stwierdził, że stanowią one jedynym wartościowym dodatkiem do remake’u, a Denzer podkreślił, że audiodeskrypcja jest znakomitą i wyróżniającą się opcją. Ben Bayliss z Can I Play That? chwalił różnorodność opcji pokazujących, „co można osiągnąć, kiedy dobrze zrealizuje się remake”, zwrócił jednak uwagę na kilka nierozwiązanych kwestii mobilności, uznał też, że znalezienie odpowiedniego balansu pomiędzy poszczególnymi opcjami jest zbyt skomplikowane. Krytykom spodobało się wykorzystanie technologii haptycznej kontrolera DualSense, stwierdzając, że Part I wykorzystuje je najlepiej od czasu Astro’s Playroom (2020) – dema technologicznego prezentującego funkcjonalności nowego kontrolera. Josh Wise z VideoGamer.com stwierdził, że kontroler dodaje walce nowego wymiaru, a Webster chwalił, w jaki sposób korzysta się za jego pomocą z łuku. Avard uznał, że dzięki dźwiękowi 3D zarażeni brzmią jeszcze bardziej przerażająco; Webster stwierdził, że ze względu na dużą dawkę napięcia ostatecznie postanowił grać bez słuchawek, a Orry wyłączyć dźwięki. Baker zauważył, że dobre opracowanie dźwięku minimalizuje konieczność korzystania z trybu nasłuchiwania.

#### Wersja na system Windows
Według portalu Metacritic The Last of Us Part I w wersji na systemy Windows spotkało się z mieszaną opinią. Gra została chłodno przyjęta przez graczy, zbierając głównie negatywne oceny na podstawie ponad 9 tysięcy recenzji na platformie Steam. Recenzje użytkowników opisywały problemy z wydajnością gry, kiepską optymalizację, częste crashe, w tym sytuacje, gdzie gra kompilowała shadery przez dwie godziny. Dziennikarze spotkali się z podobnymi problemami, a niektórzy z nich dzielili się zrzutami z gry ukazujące powykrzywiane modele postaci, niepasujące kolory nieba czy postacie, które bez powodu nagle miały przemoczone ubrania. Część użytkowników natomiast mówiła, że nie miała do czynienia z żadnymi problemami nawet na mniej wydajnych komputerach. Naughty Dog odpowiedziało, że sprawdzi problemy z ładowaniem shaderów, brakiem stabilności, problemami graficznymi i crashami związanymi z wyciekami pamięci i zaadresuje je w postaci łatek. Nathan Ingraham z portalu Engadget napisał, że wydajność na platformie Steam Deck polepszyła się po pierwszej łatce. Recenzenci nie otrzymali kopii do recenzji przed wydaniem gry na platformy Windows.
Salva Fernandez z portalu MeriStation uznał, że gra nie była gotowa na wydanie w takim stanie. Jako powód podał słabą optymalizacje i częste crashe gry. Shunal Doke z portalu GamingBolt chwalił scenariusz i oprawę graficzną, ale zaznaczył, że problemy techniczne powodują, że gra jest niegrywalna. Paweł Rabian z portalu CD-Action mówił, że gra "jest obecnie w niedopuszczalnym stanie, jeśli chodzi o optymalizację i stabilność".

### Nagrody i wyróżnienia
The Last of Us Part I nominowana była do tytułu najlepszej gry roku na PlayStation podczas 40. edycji Golden Joystick Awards, jak również do The Game Awards 2022 w kategorii „najlepsze opcje przystępności”.
| Nagroda / organizacja  | Data             | Kategoria                     | Nominowani            | Wynik     |
| ---------------------- | ---------------- | ----------------------------- | --------------------- | --------- |
| Golden Joystick Awards | 2 listopada 2022 | Gra roku na PlayStation       | The Last of Us Part I | nominacja |
| The Game Awards        | 8 grudnia 2022   | Najlepsze opcje przystępności | The Last of Us Part I | nominacja |

## Sprzedaż
W Stanach Zjednoczonych Part I była piątą najlepiej sprzedającą się grą września 2022 oraz czwartą na PlayStation. W Wielkiej Brytanii w tygodniu premiery znalazła się na szczycie zestawienia najlepiej sprzedających się gier na nośnikach fizycznych, tydzień później zajmując drugie miejsce; po zsumowaniu kopii cyfrowych i fizycznych, była piątą najlepiej sprzedającą się grą września. W Europie i Ameryce Północnej była trzecią najchętniej pobieraną grą w PlayStation Store. W Japonii w tygodniu premiery była piątą najlepiej sprzedającą się grą na płytach, sprzedając 10,9 tys. kopii.